# Trekløveret
Die Trekløveret (norwegisch für Klee) sind ein Gebiet aus drei Gebirgsgruppen im ostantarktischen Königin-Maud-Land. Sie liegen südlich der Mayrkette.
Wissenschaftler des Norwegischen Polarinstituts benannten sie 2016.